# 케이시 정리

케이시 정리(Casey's theorem, -定理)는 기하학의 정리로, 아일랜드 수학자 존 케이시(John Casey)의 이름이 붙어 있다. 프톨레마이오스 정리를 일반화한 정리이다.

## 공식화
{\displaystyle \,O} 을 원이라 하자. 또 {\displaystyle \,O_{1},O_{2},O_{3},O_{4}} 을 {\displaystyle \,O} 의 한 점에 접하는 네 개의 겹치지 않는 원이라 하자. 이제 {\displaystyle \,t_{ij}} 을 두 원 {\displaystyle \,O_{i},O_{j}} 의 공통 접선의 길이라 하면 다음 식이 성립하는데, 이것이 바로 케이시의 정리이다.
{\displaystyle \,t_{12}\cdot t_{34}+t_{14}\cdot t_{23}=t_{13}\cdot t_{24}.}
이상의 정리에서 안쪽 네 개 원의 반지름이 모두 0이라면 곧바로 이는 프톨레마이오스 정리가 된다. 이 정리의 역도 성립한다. 즉 이상의 식이 성립하면 각 원 {\displaystyle \,O_{1},O_{2},O_{3},O_{4}} 은 큰 원과 한 점에서 접한다.

## 응용
이 정리는 포이어바흐의 정리를 증명하는 데 이용되는 등 유클리드 기하학의 다방면에 응용될 수 있다.

## 같이 보기
- 프톨레마이오스 정리
- 구점원